# Quintin Brand

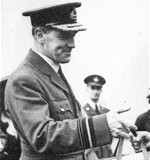
Quintin Brand

Christopher Joseph Quintin Brand (Beaconsfield (Zuid-Afrika), 25 mei 1893 – Umtali (Zuid-Rhodesië, 7 maart 1968) was een Zuid-Afrikaanse officier in de Royal Air Force.

## Biografie
In de jaren 1914-1915 diende Brand bij de South African Defence Force. In 1915 vertrok Brand naar Engeland en ging bij de Royal Flying Corps. Hij leerde te vliegen en hem werd op 30 maart 1916 de Royal Aero Club certificaat nummer 3949 verleend. Tijdens de Eerste Wereldoorlog vloog hij met een Nieuport 17 en diende bij de RFC-squadron nr. 1 in Frankrijk. In 1918 werd hij commandant van de nieuw gevormde RAF-squadron nr. 151. Dit was een nachtsquadron uitgerust met Sopwith Camels.Het squadron schoot 26 Gotha G.V. neer, Brand zelf schoot er vier neer. Brand claimde in 1917 en 1918 dat hij 12 overwinningen (zeven overwinningen met RFC-squadron nr. 1, vier met RAF-squadron nr. 151 en een met RAF-squadron nr. 112) had behaald en werd onderscheiden met de Distinguished Flying Cross.
In 1920 probeerde Brand als eerste piloot te vliegen van Londen naar Kaapstad in Zuid-Afrika. Op 4 februari 1920 begon hij met zijn poging samen met Pierre van Rynevald. Ze werden echter gediskwalificeerd als winnaars. Brand werd samen met Van Rynevald in 1920 voor deze poging geridderd. Op 1 januari 1922 werd Brand bevorderd tot Squadron Leader.
Van 1925 tot 1927 was Brand Senior Technical Officer, daarna Principal Technical Officer bij de Royal Aircraft Establishment in Farnborough. In 1929 werd hij geplaatst bij Abu Qir (Aboukir) in Egypte en was daarna van 1932 tot 1936 Directeur-generaal van Luchtvaart in Egypte. Op 1 juli 1929 was hij bevorderd tot Wing Commander, op 1 juli 1935 tot Group Captain en op 1 november 1938 tot Air Commodore.
Tijdens de Tweede Wereldoorlog was Brand Air Officer Commanding van de RAF-groep nr. 10, 10 Fighter Battle Group, die verantwoordelijk was voor de verdediging van Zuidwest-Engeland en Zuid-Wales. Brand steunde actief Air Vice Marshal Keith Park die pleitte voor het gebruik van kleine en snelle gevechtsgroepen om de Luftwaffe te onderscheppen. Later werd Brand Air Officer Commanding van RAF-groep nr. 20. Op 6 november 1943 ging Brand met pensioen met de rang van Air Vice Marshal (promotie 1 juli 1940).
Na zijn pensioen uit de luchtmacht trouwde Brand in 1943 met Mildred Vaughan; hij was in 1920 getrouwd met haar zuster Marie maar ze stierf in 1941. Ze leefde daarna tot 1950 rustig in Surrey, waarna ze verhuisde naar Zuid-Rhodesië. Quintin Brand stierf daar op 7 maart 1968.

## Decoraties
- Ridder Commandeur in de Orde van het Britse Rijk
- Orde van Voorname Dienst
- Military Cross
- Distinguished Flying Cross